# The Charlatans
The Charlatans («Ша́рлатанз») — британская рок-группа, возникшая на волне мэдчестера и затем продолжившая успех в рамках брит-попа. Все тринадцать студийных альбомов группы попали в топ-40 UK Albums Chart, три из них достигли первой позиции. 22 сингла группы попали в топ-40, а четыре в топ-10 UK Singles Chart, включая хиты «The Only One I Know» и «One to Another».

## Дискография
- «Some Friendly» (1990)
- «Between 10th and 11th» (1992)
- «Up to Our Hips» (1994)
- «The Charlatans» (1995)
- «Tellin' Stories» (1997)
- «Us and Us Only» (1999)
- «Wonderland» (2001)
- «Up at the Lake» (2004)
- «Simpatico» (2006)
- «You Cross My Path» (2008)
- «Who We Touch» (2010)
- «Modern Nature» (2015)
- «Different Days» (2017)